# 클럽 바르셀로나 아틀레티코
클럽 바르셀로나 아틀레티코 (Club Barcelona Atlético)는 도미니카 공화국의 수도 산토도밍고를 연고지로 하는 도미니카의 명문 축구 클럽이다.

## 선수 명단

### 역대
틀:LDF